# Tomáš Ujfaluši
Tomáš Ujfaluši (tjekkiske udtale: [ˈtomaːʃ ˈʊjfaˌlʊʃɪ]; født 24. marts 1978) er en tidligere tjekkisk fodboldspiller der spillede som en central forsvar eller højre back. Andre end i hans land, spillede han professionelt i Tyskland (fire år), Italien (fire), Spanien (tre) og Tyrkiet (to), vandt seks store titler med Hamburger SV, Atlético Madrid og Galatasaray S.K.. Han startede sin karriere i 1996 med Sigma Olomouc. Ujfaluši spillede 78 gange for den Tjekkiske Republik, der repræsenterer nationen ved verdensmesterskaberne 2006 og to europamesterskaber.
Eftersom han han stoppede karrieren i AC Sparta Prag, blev han i december 2013 sportsdirektør i tyrkiske Galatasaray.

## Landshold
Ujfaluši står (pr. april 2009) noteret for 78 kampe og to scoringer for Tjekkiets landshold, som han debuterede for den 28. februar 2001 i et opgør mod Makedonien. Han var efterfølgende en del af den tjekkiske trup til både EM i 2004, VM i 2006 samt EM i 2008.